# Boehmeria grandis
Boehmeria grandis är en nässelväxtart som först beskrevs av William Jackson Hooker och Arn., och fick sitt nu gällande namn av Heller. Boehmeria grandis ingår i släktet Boehmeria och familjen nässelväxter. Inga underarter finns listade i Catalogue of Life.

## Bildgalleri

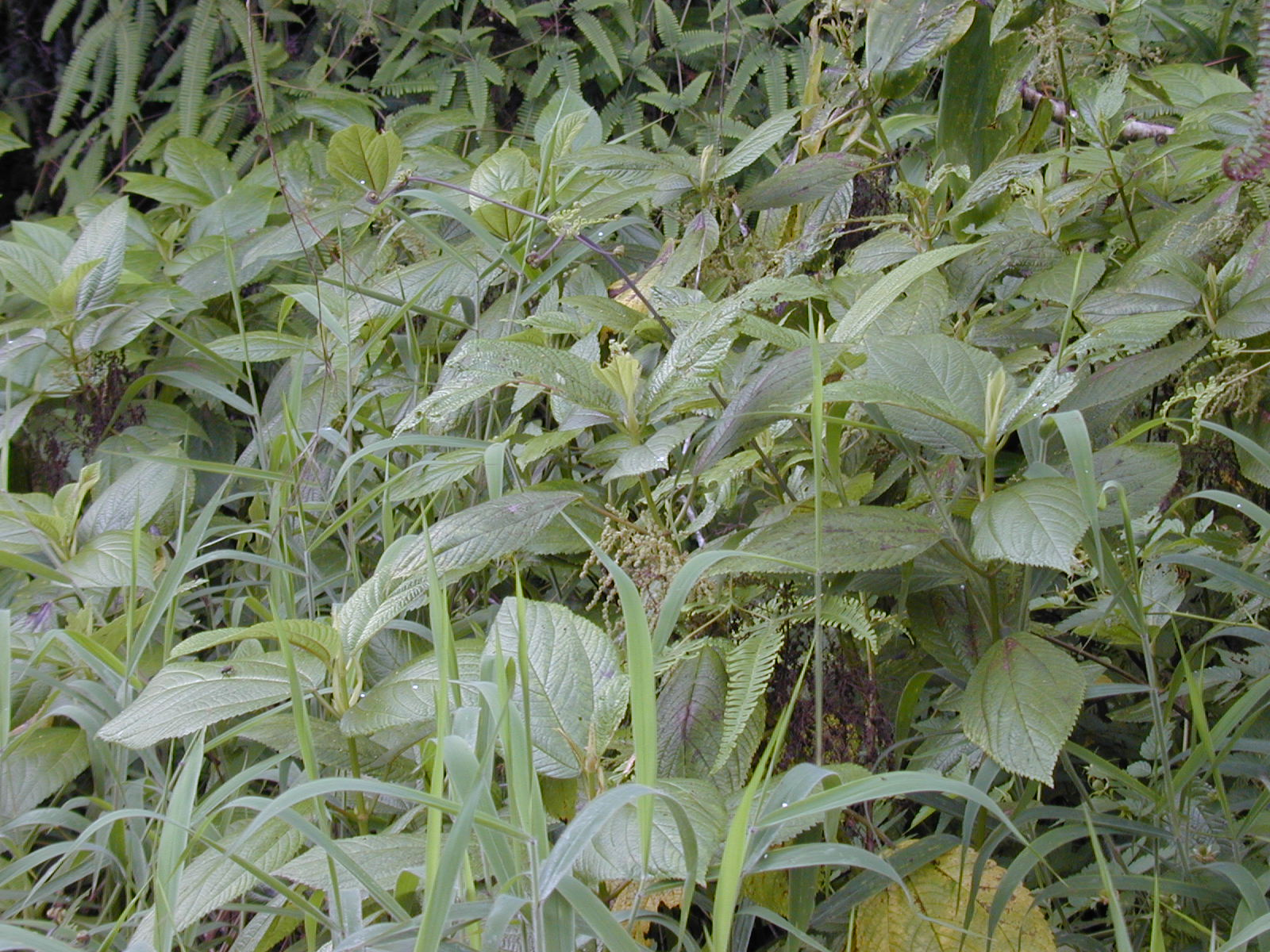
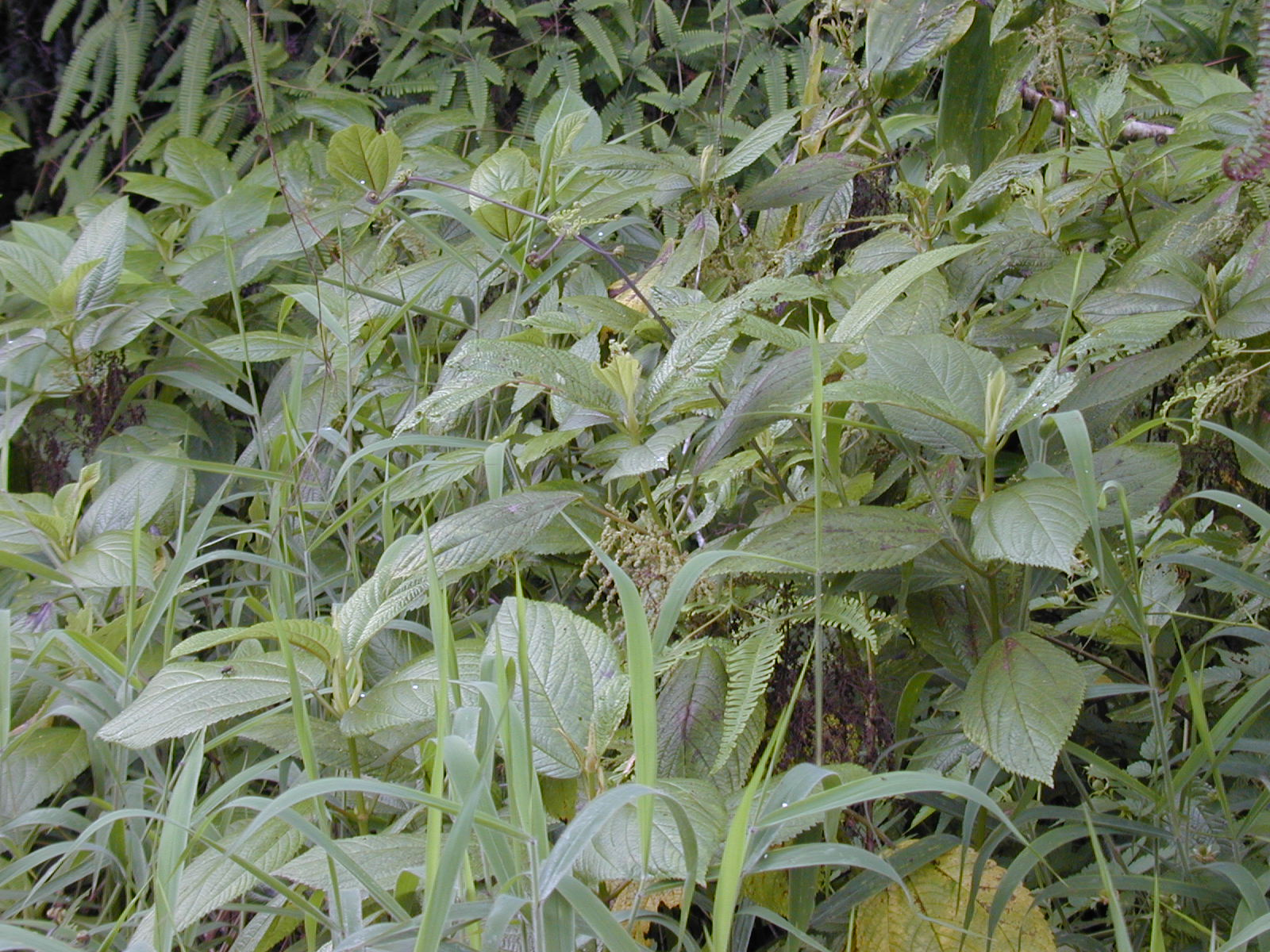